# Lil Lock Pick
Lil Lock Pick (stilizzato LIL LOCK PICK) è un singolo del rapper statunitense Itsoktocry, pubblicato il 6 marzo 2019 dalla Cleopatra Records e Dimension Gate Music come terzo estratto dall'album in studio Poshboy.
Ad ottobre 2019, dopo essere stato pubblicato simultaneamente su Youtube, il brano ha raggiunto oltre 400.000 visualizzazioni.

## Antefatti
Riguardo al brano, Itsoktocry ha affermato: "Lil Lock Pick è un inno personale da spaccone. Il risultato di sbloccare il potenziale nascosto e la cura di sé porta ad un insieme sperimentale di sintetizzatori sporchi veloci e voci da cartone animato. Chiunque si senta felice con se stesso o è swag sentirà davvero l'atmosfera. Il concetto alla base del video è un mix di estetica proveniente dagli inferi di Hercules della Disney e un'ode al classico Sugar I'm Going Down dei Fall Out Boy. I blu scuri e profondi mescolati con i rosa elettrici pastello ti trascinano davvero nel mondo del video. Il punto era di trasmettere un semidio come presenza e atmosfera ultraterrena per correre parallelamente al duro strumentale futuristico".

## Tracce
1. Lil Lock Pick – 1:29 (testo: Larry – musica: Kudzu)